# فرهنگ مهرپرور
فرهنگ مهرپرور (۱۳۲۴–۱۳۷۳) بازیگر تئاتر، تلویزیون، سینما، و رادیو اهل ایران بود.

## زندگی
فرهنگ مهرپرور یک دورهٔ دو ساله تئاتر را در فرانسه گذراند. فعالیت در رادیو را از سال ۱۳۵۲ و بازی در سینما را از سال ۱۳۶۶ با «صعود» به کارگردانی «فریدون جیرانی» شروع به کار کرد. در سال ۱۳۵۵ در برنامه تلویزیونی بچه‌ها بچه‌ها، فرهنگ مهرپرور نقش مهرنگ و حسین واعظی زوج هنری او نقش اورنگ را بازی می‌کرد. فرهنگ مهرپرور اولین مجری برنامه کودک شبکه اول تلویزیون پس از انقلاب بود.  او یکی از کارگردانان و گویندگان برنامه رادیویی طنز صبح جمعه با شما بود. شخصیت‌های «فسقلی»، «داود کلک» (پسر آمیزعبدالطمع) و … در این برنامه رادیویی را او صحبت می‌کرد. فرهنگ، به همراه دوست قدیمی‌اش منوچهر آذری دیگر کمدین رادیو و تلویزیون برنامه‌های متعدد رادیویی و تلویزیونی را در کنار هم بازی کردند.
فرهنگ مهرپرور، در ۱۴ شهریور سال ۱۳۷۳ به علت سکته مغزی و پس از ۵ روز بی‌هوشی، در «بیمارستان مهر» تهران درگذشت.
- فعالیت در تلویزیون ملی ایران از سال ۱۳۵۰
- گویندگی نمایش‌های رادیویی از سال ۱۳۵۲ تا پایان عمر

## فیلم‌شناسی

### سینما
1. سفر جادویی (۱۳۶۹)
2. دزد عروسک‌ها (۱۳۶۸)
3. عبور از غبار (۱۳۶۸)
4. آخرین لحظه (۱۳۶۷)
5. آتش پنهان (۱۳۶۹)
6. هی جو (۱۳۶۷)
7. صعود (۱۳۶۶)

### تلویزیون
| سال       | نام                        | سمت                     | کارگردان                   | توضیحات |
| --------- | -------------------------- | ----------------------- | -------------------------- | --- |
| ۱۳۷۲–۱۳۷۱ | همسایه روبرو               | بازیگر                  | امیر سمواتی                | برنامه کودک و نوجوان شبکه ۲ |
| ۱۳۷۲–۱۳۷۱ | لبخند نوروزی               | بازیگر                  | -                          | نوروز ۱۳۷۲ پخش شد. |
| ۱۳۷۱      | صدسال به این سال‌ها         | بازیگر نویسنده کارگردان | فرهنگ مهرپرور حسین محب‌اهری | از برنامه کودک و نوجوان شبکه ۱ پخش می‌شد. کارگردان تلویزیونی: «اسدالله ایمن» |
| ۱۳۷۱      | تهران ساعت ۲۰              | بازیگر                  | -                          | |
| ۱۳۷۰      | مش خیرالله صندوقچه اسرار   | بازیگر                  | داریوش مؤدبیان حسین فردرو  | بازی در اپیزود «شتر و پنبه دانه» |
| ۱۳۷۰      | هزار برگ و هزار رنگ        | بازیگر                  | حسین محب‌اهری حسین فردرو    | از برنامه کودک شبکه ۱ پخش می‌شد. |
| ؟         | شاد و شادان                | بازیگر                  | -                          | در دهه شصت از برنامه کودک و نوجوان پخش می‌شد و یکی از بخش‌های این برنامه «استاد پ پ پ» نام داشت که «فرهنگ مهرپرور» و «منوچهر آذری» آنرا اجرا می‌کردند.                                                                                              |
| ۱۳۶۸–۱۳۶۷ | جُنگ ۶۸                     | بازیگر                  | صادق عبداللهی محمد اوزی    | در نوروز ۱۳۶۸ از شبکه ۱ پخش شد. |
| ۱۳۶۷      | ماجراهای آقای دوستی        | نویسنده                 | مسعود نوابی مسعود رشیدی    | شبکه ۱ |
| ۱۳۶۶      | تله‌تئاتر «بی‌نام و نشانه‌ها» | بازیگر                  | -                          | |
| ۱۳۶۶–۱۳۵۸ | هزاردستان                  | بازیگر                  | علی حاتمی                  | در نقش «دکتر خندان» |
| ۱۳۵۷      | شبکه صفر                   | بازیگر                  | حسن خیاط‌باشی               | مجموعه‌ای کمدی - انتقادی در زمینه مسائل روز جامعه |
| ۱۳۵۷–۱۳۵۵ | بچه‌ها، بچه‌ها               | بازیگر                  | -                          | این برنامه در دهه پنجاه خورشیدی پخش می‌شد و شامل قطعات نمایشی متنوع برای کودکان بود. «فرهنگ مهرپرور» در نقش «مهرنگ» و «حسین واعظی» در نقش «اورنگ» ایفای نقش می‌کردند. این برنامه در طول سالهای پخش خود، دو مجری داشت: «فریده رهبر» و «فرشته مهبان» |
| ۱۳۵۷–۱۳۵۳ | آقای مربوطه                | بازیگر مهمان            | بهزاد اشتیاقی              | پخش آن از نیمه دوم سال ۱۳۵۳ آغاز و تا اواسط سال ۱۳۵۷ (چند ماه پیش از پیروزی انقلاب اسلامی) ادامه داشت. |
| ۱۳۵۴      | خارج از محدوده             | بازیگر                  | حسن خیاط‌باشی               | این مجموعه نمایشی، از بخشهایی کوتاه تشکیل شده بود و با نگاهی طنزآمیز، به نقد مناسبات اجتماعی می‌پرداخت. مسائلی از قبیل: بساز و بفروشی، صف اتوبوس، ترافیک، کمبود تاکسی، گرانی و غیره دستمایهٔ اصلی این مجموعهٔ نمایشی تلویزیونی بود.                 |